# Bitwa pod Camalatrum
Bitwa pod Camalatrum – starcie zbrojne, które miało miejsce w roku 71 p.n.e. w trakcie Powstania Spartakusa.
Z początkiem roku 71 p.n.e. większa część armii Spartakusa przedarła się przez fortyfikacje rzymskie w Brucjum (tzw. wał Krassusa), kontynuując marsz w kierunku północnym.
Krassus początkowo nie podejmował pościgu za powstańcami, pozostając do wiosny na zajmowanym terenie. Równocześnie do portu w Brundyzjum przybyły nowe siły rzymskie pod wodzą Lukullusa, powracające z Macedonii. 
Wiosną Krassus wyruszył w końcu w ślad za Spartakusem. W okolicy Jeziora Lukańskiego Rzymianie rozbili niewielki oddział powstańczy. Wkrótce w obozie Spartakusa doszło do kolejnego rozłamu wśród dowódców. Tym razem w opozycji stanęli Kastus oraz Gannicjusz, którzy z pewną liczbą wojska oderwali się od sił głównych. Rozłam w obozie powstańców starał się wykorzystać Krassus. 6 000 Rzymian zajęło stanowiska na wzniesieniu w pobliżu obozu (okolice Camalatrum). Gdy tylko powstańcy dostrzegli przeciwnika, nadciągnął Krassus z większymi siłami, uderzając ze wszystkich stron na obóz. W zaciętej bitwie padło 12 300 powstańców oraz wielu Rzymian. W czasie gdy część armii powstańczej Kastusa i Gannicjusza przestawała istnieć, Spartakus ze swoimi wojskami kierował się ku ziemiom Kalabrii.

## Literatura
- Bernard Nowaczyk: Powstanie Spartakusa 73–73 p.n.e., wyd. Bellona. Warszawa 2008.